# Mycomya nigricornis
Mycomya nigricornis är en tvåvingeart som beskrevs av Zetterstedt 1852. Mycomya nigricornis ingår i släktet Mycomya och familjen svampmyggor. Inga underarter finns listade i Catalogue of Life.